# Saint-Julien (Hérault)
Saint-Julien (auch: Saint-Julien-d’Olargues, okzitanisch: Sant Julian) ist ein Ort und eine französische Gemeinde mit 225 Einwohnern (Stand: 1. Januar 2022) im Département Hérault in der Region Okzitanien. Sie gehört zum Arrondissement Béziers und zum Kanton Saint-Pons-de-Thomières. Die Einwohner werden Saint-Juliers genannt.

## Lage
Die Gemeinde Saint-Julien liegt in den südöstlichen Ausläufern der Cevennen im Regionalen Naturpark Haut-Languedoc, etwa 27 Kilometer nordwestlich von Béziers. Umgeben wird Saint-Julien von den Nachbargemeinden Cambon-et-Salvergues im Norden, Mons im Osten und Südosten, Olargues im Süden, Saint-Vincent-d’Olargues im Südwesten sowie Fraisse-sur-Agout im Westen und Nordwesten.

## Bevölkerungsentwicklung
| Jahr                       | 1962 | 1968 | 1975 | 1982 | 1990 | 1999 | 2006 | 2012 | 2020 |
| Einwohner                  | 185  | 162  | 137  | 151  | 192  | 191  | 200  | 212  | 216  |
| Quellen: Cassini und INSEE |      |      |      |      |      |      |      |      |      |

## Sehenswürdigkeiten
- Kirche Saint-Julien, frühere Priorei
- Kirche von Mauroul

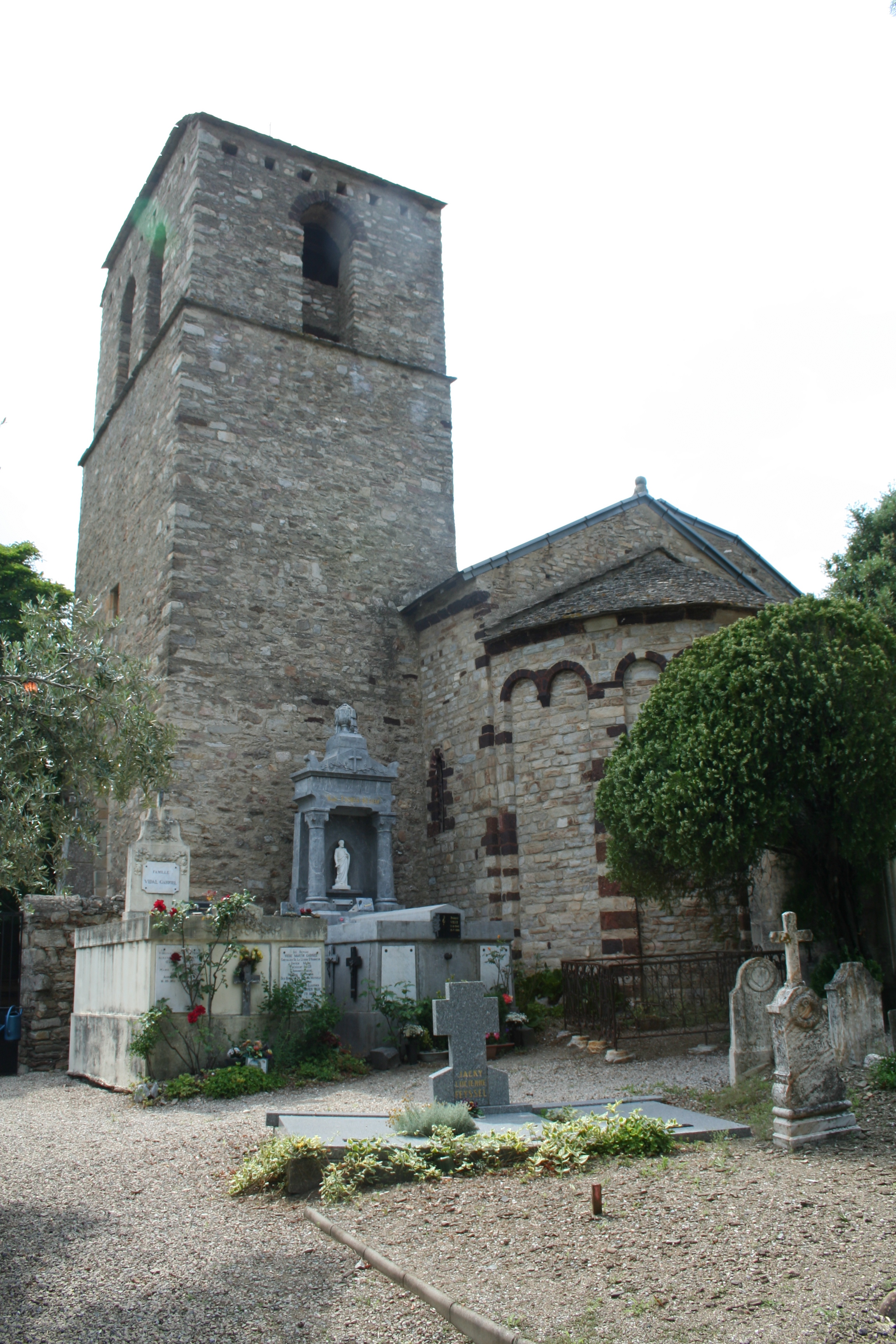
Kirche Saint-Julien
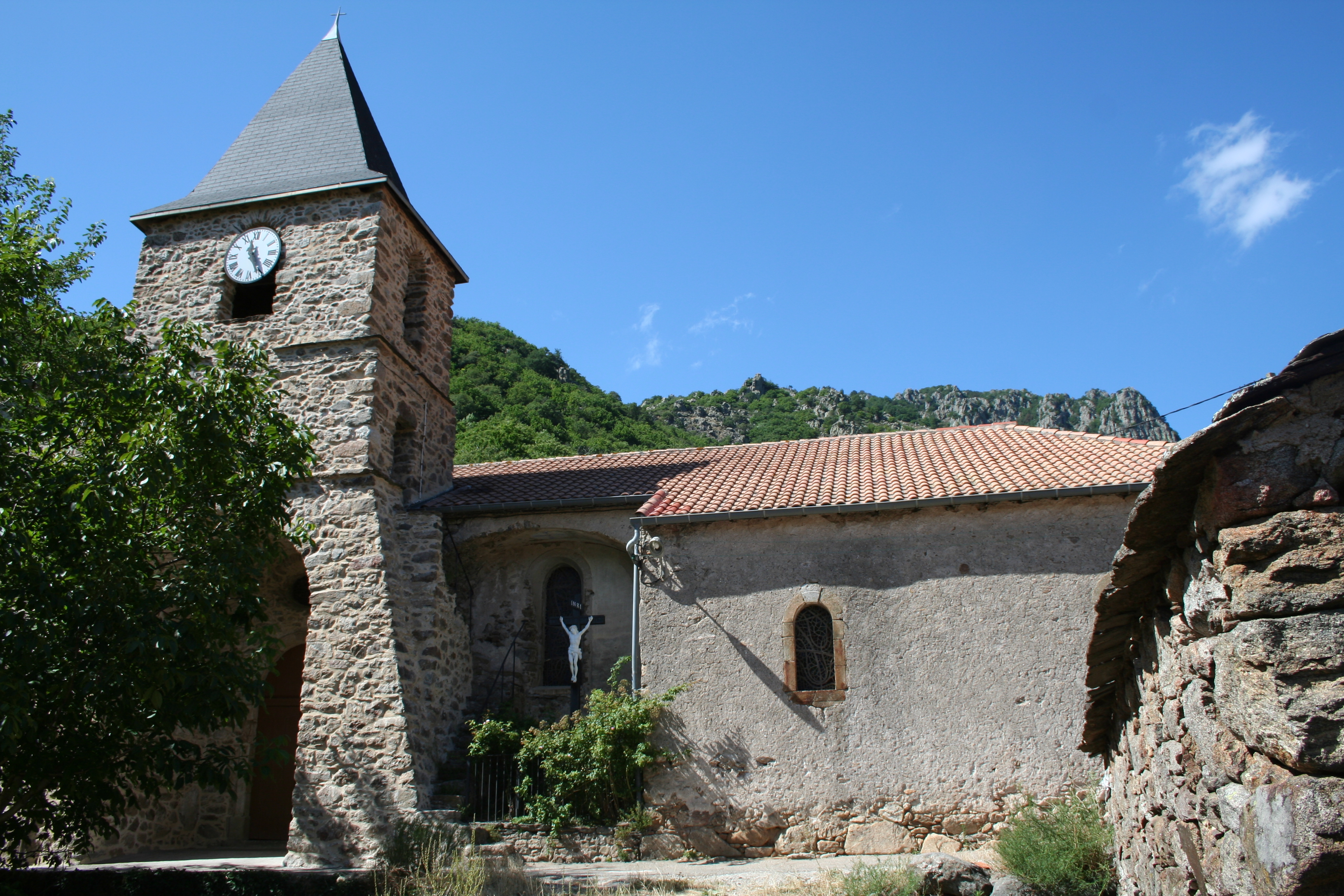
Kirche von Mauroul